# Alain Senderens
Pour les articles homonymes, voir Senderens.
Alain Senderens, né le 2 décembre 1939 à Hyères (Var) et mort le 25 juin 2017 à Peyrelevade (Corrèze),, est un chef cuisinier français,, précurseur de la nouvelle cuisine, 3 étoiles au Guide Michelin durant vingt-huit années à Paris.

## Biographie
Alain Senderens né à Hyères sur la Côte d'Azur, dans le sud de la France, de son père, René, coiffeur et de sa mère, Lucette (née Azan), couturière. Il est scolarisé jusqu'au certificat d’études à l'école de Labatut-Rivière (Hautes-Pyrénées), où il a eu pour instituteur M. Vigne. Il fait son apprentissage à Lourdes à l'hôtel des Ambassadeurs jusqu'en 1959.
En 1962, il part pour Paris où il travaille à La Tour d'Argent puis de 1963 à 1965 chez Lucas Carton, établissement qu'il reprendra en 1985. Il aura occupé les postes de commis garde-manger, de chef saucier, chef rôtisseur puis chef poissonnier.
Son premier bistrot, installé rue de l'Exposition, est repéré en 1968 par les journalistes Henri Gault et Christian Millau.
Sa rencontre avec Jacques Puisais, œnologue influent des années 1980, et ses cours de dégustation à Bordeaux et Dijon transforment sa cuisine. En 1987, Alain Senderens est le premier à élaborer un menu avec des suggestions de vins au verre pour chaque met. Assimilant la gastronomie à la recherche de l'accord parfait entre le verre et l'assiette, il inverse la tendance dominante en créant des plats pour accompagner un vin, au contraire de ses contemporains qui se contentaient de choisir un vin pour accompagner un plat ou même un repas entier.
De 1987 à 1990, il fait partie des invités de l'émission culinaire hebdomadaire Quand c'est bon ?... Il n'y a pas meilleur ! diffusée sur FR3 et animée par François Roboth.
Il supervise un temps la carte des hôtels-restaurants Mama Shelter, jusqu'en 2015.

## Haute gastronomie
L’Archestrate
En 1968, Alain Senderens crée à Paris le restaurant gastronomique l'Archestrate, consacré à la nouvelle cuisine, qu'il dirige jusqu'en 1985. Il a gagné toutes ses étoiles en dix ans :
- 1968 : 1re étoile – Guide Michelin
- 1971 : Ouverture au 84 rue de Varenne
- 1974 : 2e étoile – Guide Michelin
- 1978 : 3e étoile – Guide Michelin.

Le restaurant, nommé en souvenir d'Archestrate, grand cuisinier de l'Antiquité, est situé au 84, rue de Varenne dans le 7e arrondissement de Paris.
De 1978 à 1985, c'est l'une des plus grandes tables du monde  : 5 toques blanches et 19/20 au Gault et Millau, 3 étoiles au Guide Michelin.
Le chef Alain Passard le rachète en 1986 et le rebaptise L’Arpège.
Lucas Carton
En 1985, Alain Senderens reprend Lucas Carton à Paris. Il met à la carte son fameux « canard Apicius ». De 1985 à 2005 : 3 étoiles au Guide Michelin.
Senderens
Le 24 mai 2005, Alain Senderens transforme Lucas Carton en un établissement moins cher mais toujours de qualité, qu'il baptise tout simplement Senderens, après avoir fait sensation en annonçant qu'il abandonnait son statut trois étoiles. De 2005 à 2013, il dirige Senderens, dont la devise est Liberté, pour développer démocratiquement la pratique de la cuisine.
Château Gautoul
En 1991, il rachète avec son épouse le château Gautoul, à Puy-l'Évêque dans le vignoble de Cahors, dont ils restaurent somptueusement la chartreuse du XVIIIe siècle. La SNC école Alain Senderens - Esprit du goût qu'il y installe ne trouve pas la clientèle qu'elle vise, et est dissoute en novembre 1996, après le placement en redressement judiciaire le 9 juillet 1996 par le tribunal de commerce de Paris du fait d'un passif de plusieurs dizaines de millions de francs. Le château et son vignoble sont cédés en août 1998 à un industriel belge, M. Swenden, président du groupe agroalimentaire Vandemoortele.

## Vie privée
Alain Senderens et Eventhia Senderens, son épouse, travaillèrent ensemble à la publication en 1981 d'un livre commun : La Cuisine réussie : les 200 meilleures recettes de l'Archestrate.

## Honneurs
- 1999 : Commandeur des Arts et des Lettres[15].
- 2004 : Officier de la Légion d’Honneur[16].

Alain Senderens fut membre de l'Académie culinaire de France et chargé des relations avec la presse de l'Académie du vin de France. Il fut président du Conseil national des arts culinaires de 1990 à 1998, et président d'honneur des Rencontres François-Rabelais en 2006.

## Publications
- 1981 : La cuisine réussie : les 200 meilleures recettes de l'Archestrate avec Eventhia Senderens - Éditions J.C. Lattès
- 1984 : La grande cuisine à petits prix - Éditions R. Laffont
- 1991 : Figues sans Barbarie - Éditions R. Laffont - Recueil des articles parus dans L’Express
- 1991 : Proust : la cuisine retrouvée - Éditions du Chêne
- 1992 : Manger, c'est la santé - Éditions J.C. Lattès
- 1997 : L'Atelier d'Alain Senderens - Éditions Hachette
- 1997 : Les Festins de Balthazar - Éditions de l’Archipel (collaboration)
- 1999 : Le Vin et la table d'Alain Senderens - Éditions de La Revue du Vin de France
- 2007 : « Entretien avec Alain Senderen » in Laure de Chantal, A la table des anciens - Les Belles Lettres
- 2012 : Alain Senderens et Jérôme Banctel dans votre cuisine, Flammarion.